# 劇団カッパ座
劇団カッパ座（げきだんカッパざ）は、1968年（昭和43年）に古市馨によって創立された着ぐるみ人形劇団である。本部および劇場ぷらっと（いつでもだれでもぷら～っとこれるが劇場のコンセプト）は、大阪府富田林市にある。

## 概要
- 日本の昔話・童話、世界の童話だけでなく、劇団オリジナルの作品を手がけており、1975年（昭和50年）に日米文化交流使節として、アメリカ9都市22回公演を実施、その後、アメリカ、ハワイ、ブラジル等、海外での公演を継続した。
- 国内公演は2班編成で、北は北海道、南は沖縄まで全国522箇所、年間1,000回弱の公演をこなし、58万人を超える集客動員をしており、全国各地にカッパ友の会を持つ。2014年平成26年より1班編成で全国の劇場公演をする傍ら、様々なスポンサー公演も実施。現在は、自社劇場ぷらっとにおいて名作童話はもとよりオリジナルのお芝居などを上演中。また各種イベントも季節ごとに行っている。
- また、NHK教育テレビでは1975年（昭和50年）より、企画・制作にも参加し、現在まで8作品のレギュラー出演をしている。『おーい!はに丸』のはに丸、『つくってあそぼ』のゴロリ（操演：古市次靖）、『ストレッチマン・ハイパー2』のまいどん（声優：楠原かおり）、『ノージーのひらめき工房』（ノージー：操演古市次靖）、『えいごであそぼ』（bea：操演古市次靖）、『新・ルソンの壺』（ルソン助左衛門：声優尾上一人）など。
- 劇団は、自社ビルに劇場を持ち年間を通じて自主公演を行っている。また制作集団「カッパクリスタルズ」は、舞台関係のシナリオから美術（人形制作、衣装、大道具、小道具、照明（特殊効果開発）、音響（作曲）等のスペシャリスト集団であり、常に劇団カッパ座をサポートし続けている。
- 「ぬいぐるみ人形」
  - カッパ座の人形は実用新案の特殊な構造を持ち、目と口を動かしながら、生きている人間のように喜怒哀楽が表現できるもの。
- 「カペットアニメーター」（カッパ座独自の称号）
  - このように特殊な人形を演じるためには、一般の役者に要求される能力の外に数々の卓越した才能が加わらなければならないということで、その全てを習得すると"カペットアニメーター"（カッパ座の人形を自在に操ることができる技術力を持つ役者のみに与えられる称号）の資格が与えられる。カペットアニメーターのライセンスは、年1回のカペットアニメーターライセンス試験後に更新される。

## 劇団のオリジナル作品
- ねこときんぎょ
- 天のたまご
- なないろのにじ
- 雨の贈りもの
- 花まるものがたり
- 夢×ユメ
- 小さな池のカエルたち
- おじさんと黄色い花
- エミリア
- 浦島ターボ
- おとぼけキッズ

## その他の作品
- なないろのにじ（2009年公演/再演）
- つるのおんがえし（2008年公演/再演）
- 他アンデルセン・イソップなどの童話多数